# Cyril Seedhouse
Cyril Norman Seedhouse (10 aprile 1882 – 21 gennaio 1966) è stato un velocista britannico, specializzato nei 400 metri piani.

## Palmarès
- Giochi olimpici

Stoccolma 1912: bronzo nella staffetta 4×400 metri.